# Commission Winograd
Pour les articles homonymes, voir Winograd.

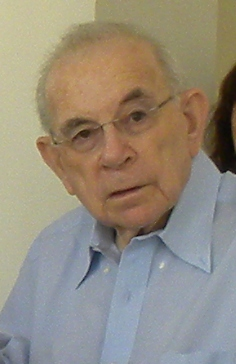
Eliahou Winograd

La Commission Winograd (en hébreu: ועדת וינוגרד) est une commission d'enquête présidée par Eliahou Winograd et mandatée par le gouvernement israélien afin d'analyser et de tirer des leçons du conflit israélo-libanais de 2006. Ce rapport ne s'intéresse pas aux bavures commises par l'armée israélienne envers les populations civiles libanaises, notamment lors du bombardement de Cana de 2006.
Un premier rapport a été rendu public le 30 avril 2007, critiquant durement les principaux décisionnaires israéliens du conflit. L'effort d'auto-critique et l'aveu d'échec de la part d'Israël ont été salués à la suite de ce premier rapport.
Le rapport final est attendu en janvier 2008.

## Contexte
Bien que largement approuvée par l'opinion publique israélienne pour répondre aux attaques permanentes du Hezbollah dans le nord du pays, l'intervention militaire réalisée au cours de l'été 2006 a essuyé de lourdes critiques par rapport à sa façon d'être menée.
Après avoir montré une solidarité tout au long du conflit, les analyses israéliennes se sont multipliées pour comprendre l'absence de résultat dans la tentative de libération des soldats israéliens enlevés (événement ayant justifié aux yeux des responsables israéliens une intervention militaire au Liban) ainsi que les ratés sur les plans stratégique, opérationnel et logistique. Des mouvements de protestation n'avaient pas tardé à se faire entendre parmi les militaires israéliens eux-mêmes.
Dans ce contexte, le Premier ministre Ehoud Olmert décide de nommer un groupe de travail sur le sujet. Dans le même temps, l'inspection militaire appelle à la constitution d'une commission nationale pour établir les responsabilités.

## Membres de la commission
Depuis le 18 septembre 2006, les membres de la commission sont :
- le juge à la retraite, Eliahou Winograd,
- le professeur de droit Ruth Gavison,
- le professeur de science politique Yehezkel Dror,
- les militaires Menachem Einan et Chaim Nadel

## Rapport préliminaire du 30 avril 2007
Le rapport de la commission d’enquête Winograd conclut à des "défaillances" dans la conduite de la deuxième guerre au Liban et désigne entre autres le Premier ministre Ehoud Olmert et le  ministre de la Défense comme responsables.